# 知己二重唱
知己二重唱是由曾寶明、吳志華兩位男生组成的和聲組合，在1989年出版《一點點不同》專輯，曾獲台灣第一屆金曲獎最佳演唱組合獎。

## 音樂作品
| 專輯 | 發行日期   | 專輯名稱       | 語言 | 曲目 |
| 1    | 1989年5月  | 《一點點不同》 | 國語 | 1. 一點點不同 2. 另一個日出 3. 一輩子的事 4. 是不是永遠 5. 我們曾有一個夏天 6. 自己的夢自己造 7. 想你的白毛衣 8. 啟航 9. 風鈴中的歌聲 10. 彩虹的心 |
| 2    | 2019年12月 | 《知己。重唱》 | 國語 | 1. 我的未來不是夢 2. 夢田 3. 潮間道 4. 木棉道 5. 橄欖樹 6. 微旅行 7. 美味關係                                                                      |

## 獎項紀錄
| 年份 | 頒獎典禮    | 獎項         | 作品           | 結果 |
| ---- | ----------- | ------------ | -------------- | ---- |
| 1990 | 第1屆金曲獎 | 最佳演唱組獎 | 《一點點不同》 | 獲獎 |